# الوجه الممتعض

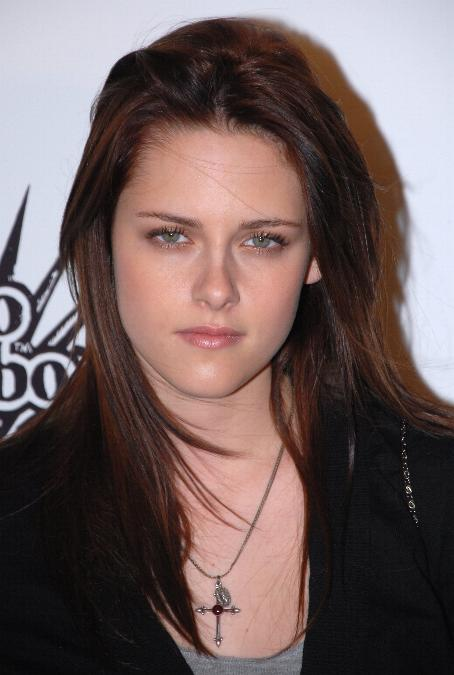
في أغسطس 2015، ردت كريستين ستيوارت علي شائعات معاناتها من الوجه الممتعض.

الوجه الممتعض (بالإنجليزية: Resting Bitch Face أو bitchy resting face أو RBF)‏ هو تعبير وجه يظهر بدون قصد عند استرخاء ملامح الوجه حيث يبدو فيه الشخص كما لو كان في حالة اشمئزاز أو غضب أو تضايق أو انزعاج، خصوصا عندما يكون الفرد مستريحا أو مسترخيا أو عند عدم وجود عاطفة معينة على وجهه.
أُجريت دراسات عدة حول المفهوم من قبل علماء النفس، وقد تكون له انعكاسات نفسية تتعلق بالتحيز في الوجه، الصور النمطية بين الجنسين، مهارات الحكم ، واتخاذ القرارات. كما قام أيضًا بعض العلماء بدراسة هذا المفهوم بواسطة نظام التعرف على الوجه حيث وجدوا أن ظاهرة الوجه الممتعض شائعة لدي الرجال والنساء.

## خلفية
أصبح مصطلح الوجه الممتعض مشهوراً بعدما قامت مجموعة كوميدية بوضع فيديو ساخر على موقع فاني أور داي بعنوان "Bitchy Resting Face" يتناول معاناة بعض الأشخاص من تعبير خالي. وسرعان ما أصبح ميم إنترنت مشهور وعُرف باسم "Resting Bitch Face".
لفت الوجه الممتعض الأنظار حيث ظهر بمختلف مجلات الموضة للسيدات منها مجلتي كوزموبوليتان وإل. كما قامت جيسيكا بينيت في 1 أغسطس 2015 بكتابة مقالة عن الظاهرة في صحيفة نيويورك تايمز.
صرحت ريني بولسون من جامعة تكساس وومان قائلة أن هؤلاء الذين يعانون من ظاهرة الوجه الممتعض يتمتعون بالقدرة على الإدراك الذاتي ولديهم قدرة على التواصل بشكل أفضل.